# Меркурий-Редстоун-3
Меркурий-Редстоун-3 — первый пилотируемый суборбитальный полёт США. Астронавт Алан Шепард в ходе 15-минутного суборбитального полёта по программе «Меркурий» пилотировал космический корабль Freedom 7. Стал вторым космонавтом  в космосе,  запуск произошел через три недели после полёта в космос Юрия Гагарина на корабле Восток-1. Номер полёта в каталоге NSSDC — MERCR3.
Полёт Меркурий-Редстоун-3 хотя и не является орбитальным полётом, но так как его максимальная высота составила 187,5 км, то он считается космическим и согласно классификации Международной федерации аэронавтики, по которой космическим считается любой полёт, высота которого превышает 100 км, и согласно классификации Военно-воздушных сил США, по которой вообще достаточно высоты более 50 миль (свыше 80 км).

## Название корабля

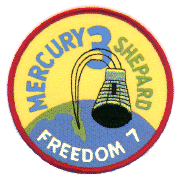
Нашивка на скафандре

Название Freedom 7 кораблю дал Алан Шепард, начиная с него другие астронавты проекта «Меркурий» самостоятельно называли свои корабли добавляя в конце число 7, в качестве признания командной работы со своими коллегами-астронавтами — «Первая семёрка».
| Корабль               | Астронавт           | Имя            |
| «Меркурий-Редстоун-3» | Алан Шепард         | Freedom 7      |
| «Меркурий-Редстоун-4» | Вирджил Гриссом     | Liberty Bell 7 |
| «Меркурий-Атлас-6»    | Джон Гленн          | Friendship 7   |
| «Меркурий-Атлас-7»    | Малькольм Карпентер | Aurora 7       |
| «Меркурий-Атлас-8»    | Уолтер Ширра        | Sigma 7        |
| «Меркурий-Атлас-9»    | Гордон Купер        | Faith 7        |

## Цели полёта
1. получить опыт пилотируемых космических полётов, в частности таких их элементов, как старт, активный полёт, состояние невесомости (~5 минут), вхождение в атмосферу и посадка
2. оценить возможность пилота управлять космическим кораблём, путём демонстрации ручного управления корабля до, во время и после включения тормозной двигательной установки и голосовой связи во время полёта.
3. изучение физиологических реакций человека на космический полёт
4. приземление астронавта и космического корабля[3]

## Ход миссии

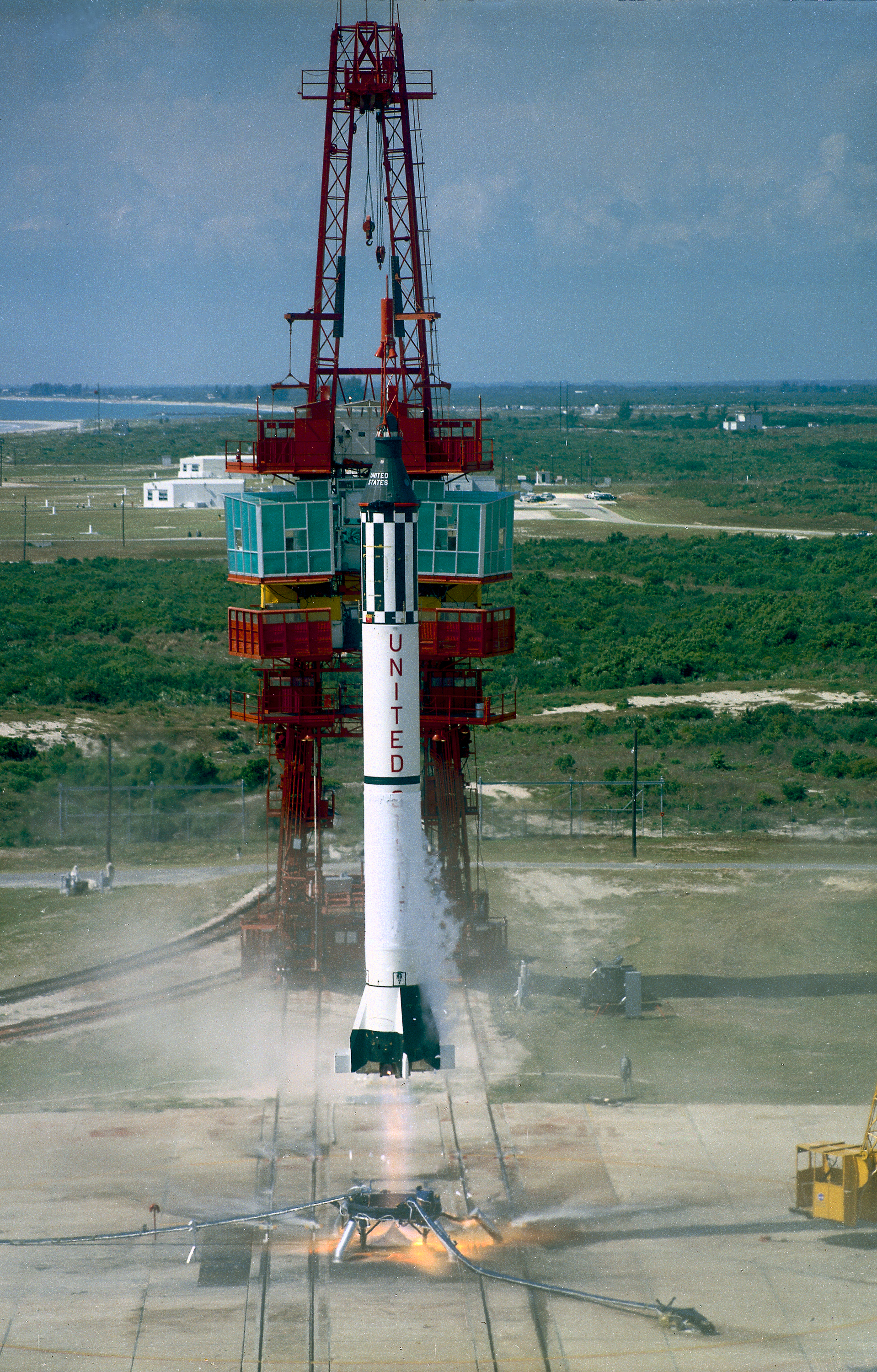
Старт MR-3. 5 мая 1961 года.

Обратный отсчёт начался за день до запуска в 20:30, Шепард разместился внутри корабля в 5:15 ET, за два часа до запланированного времени старта. В 7:05 ET старт отложили на час из-за облачности, чистое небо было необходимо для получения хороших снимков Земли. Отсчёт прерывался ещё дважды по техническим причинам, в результате чего запуск состоялся на два с половиной часа позже запланированного.
Старт состоялся в 9:34 ET, его наблюдали примерно 45 миллионов телезрителей в США. Алан Шепард подвергся максимальным перегрузкам в 6,3g перед выключением двигателей ракеты «Редстоун» через 2 минуты 22 секунды после старта. Скорость Freedom 7 составляла 8262 км/ч, что было близко к запланированной. Через 10 секунд была отстрелена вышка Системы аварийного спасения (САС) ракеты, к трёхминутной отметке система ориентации автоматически развернула Freedom 7, подготовив корабль ко входу в атмосферу.
Шепард получил возможность проверить ручное управление, и совершил несколько импульсов ориентации космического корабля. Затем он начал наблюдение за поверхностью Земли и установил, что в состоянии различить сквозь облака побережье, острова и крупные озёра, но с трудом обнаруживал города.
Перед тем, как автоматические системы взяли контроль за посадкой, Шепард вручную испытал тормозную двигательную установку, необходимую для схода с орбиты в будущих полётах, сообщив, что процесс проходит гладко и по его ощущениям корабль полностью управляем. Спуск шёл быстрее, чем предполагалось, но парашюты были выпущены, как и планировалось, тормозной — на высоте ~6,4 км и основной ~3,0 км.
Через несколько минут после приводнения в Атлантическом океане прибыл спасательный вертолёт, он приподнял спускаемую капсулу, Шепард выбрался через люк и перебрался в вертолёт, который доставил его и капсулу на борт авианосца USS Lake Champlain. С момента посадки на воду до подъёма на борт авианосца прошло всего 11 минут.

## Галерея

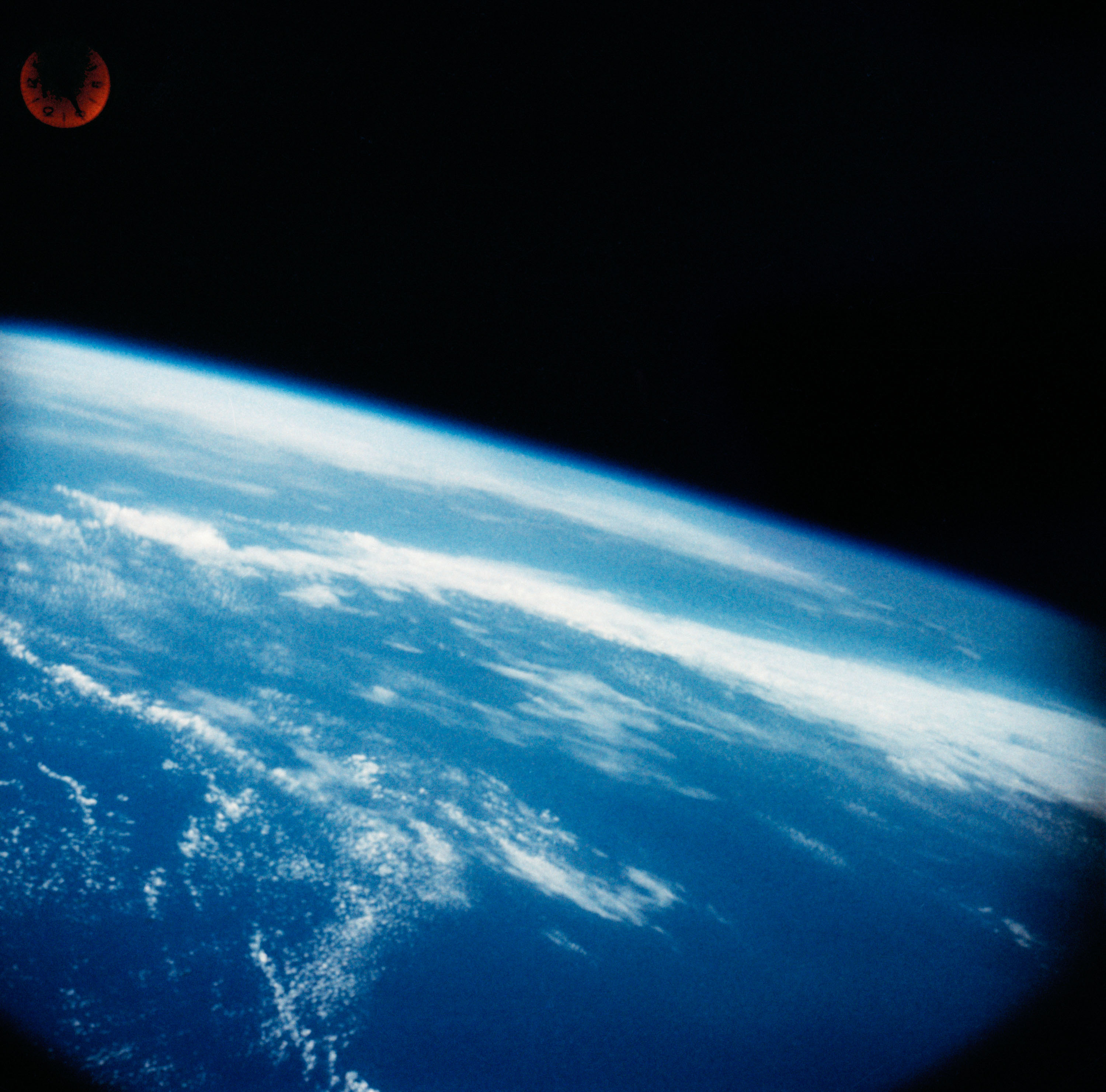
Фотография Земли, сделанная с борта Freedom 7
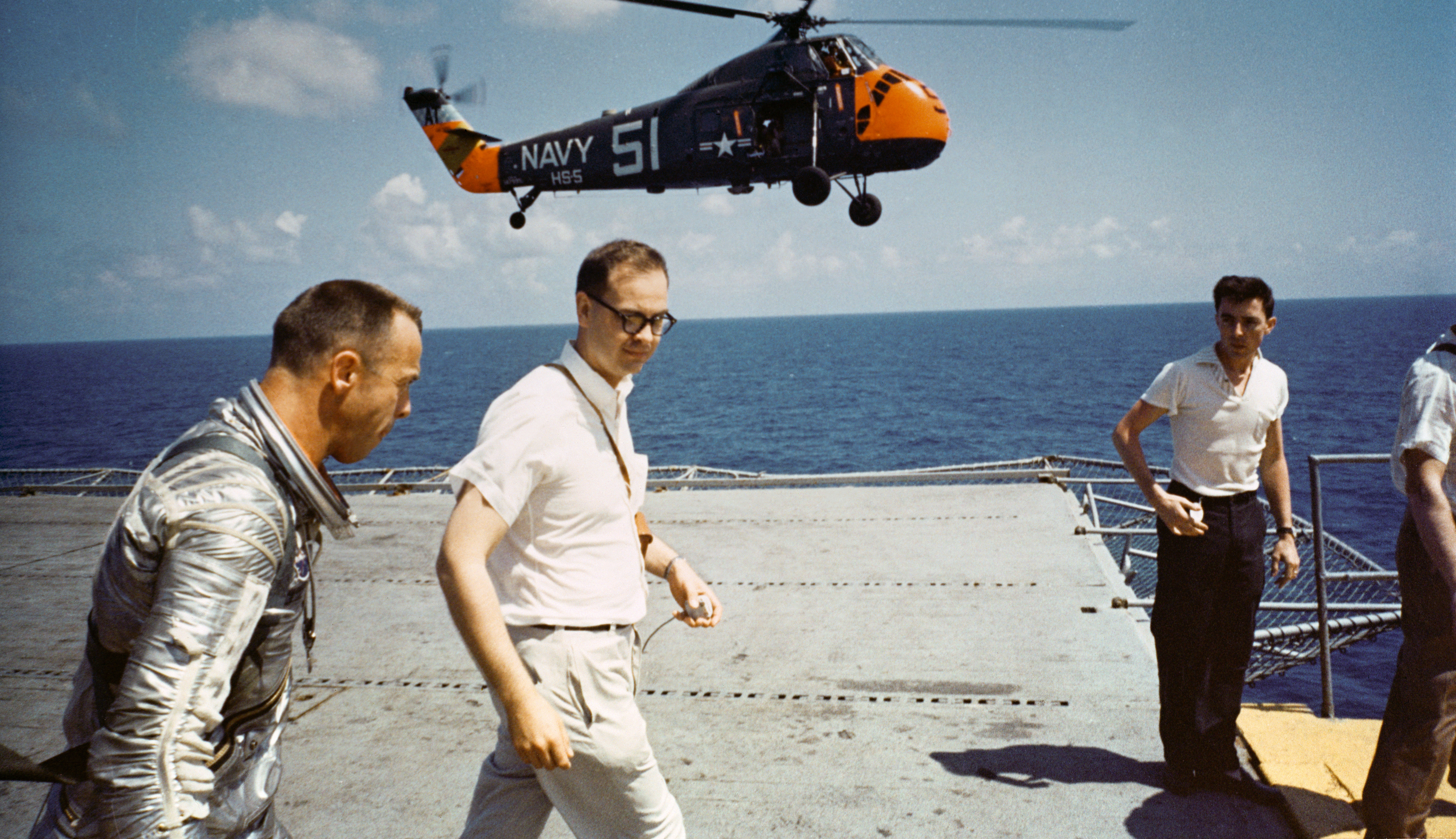
Шепард на палубе авианосца USS Lake Champlain
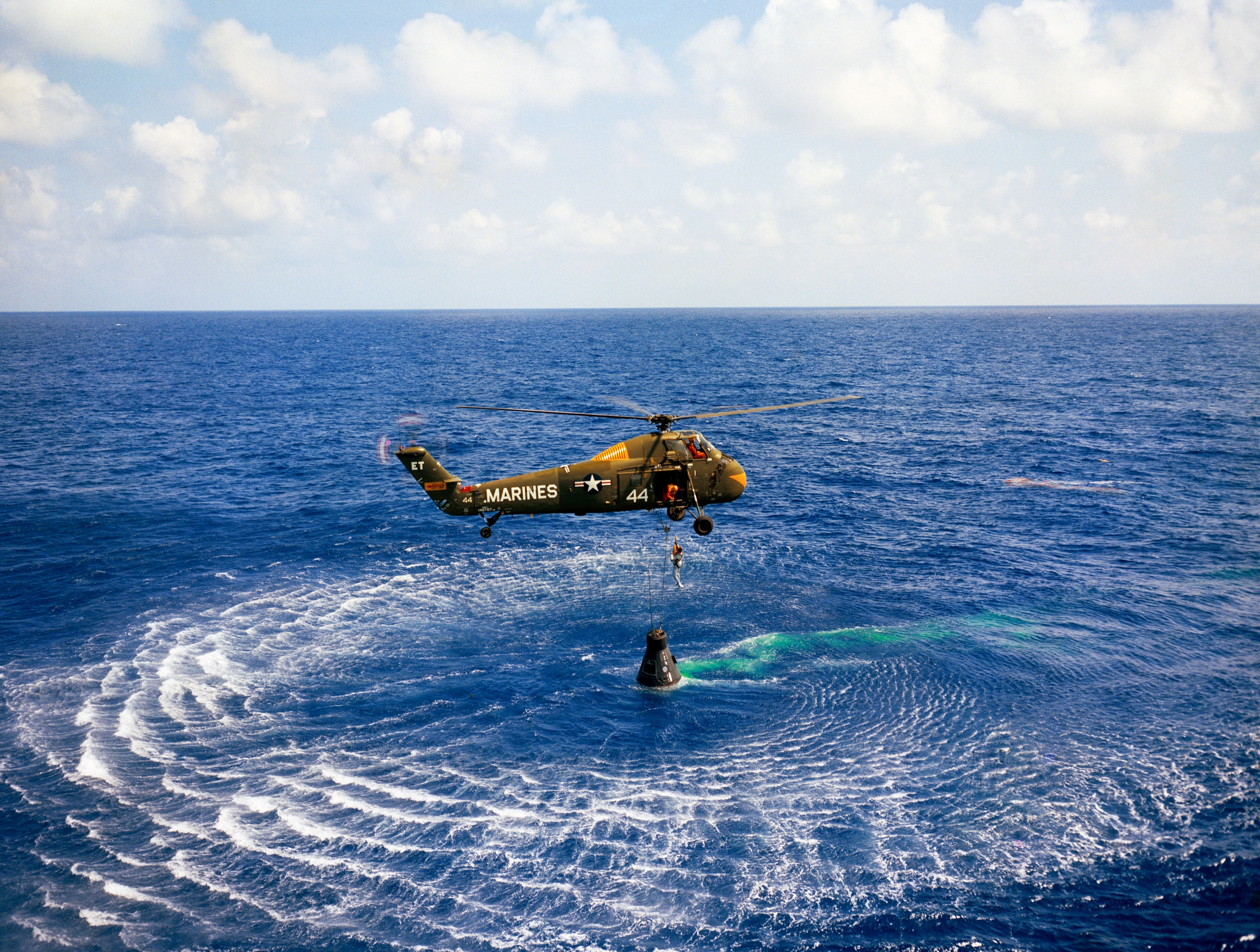
Корабль с Аланом Шепардом на месте посадки
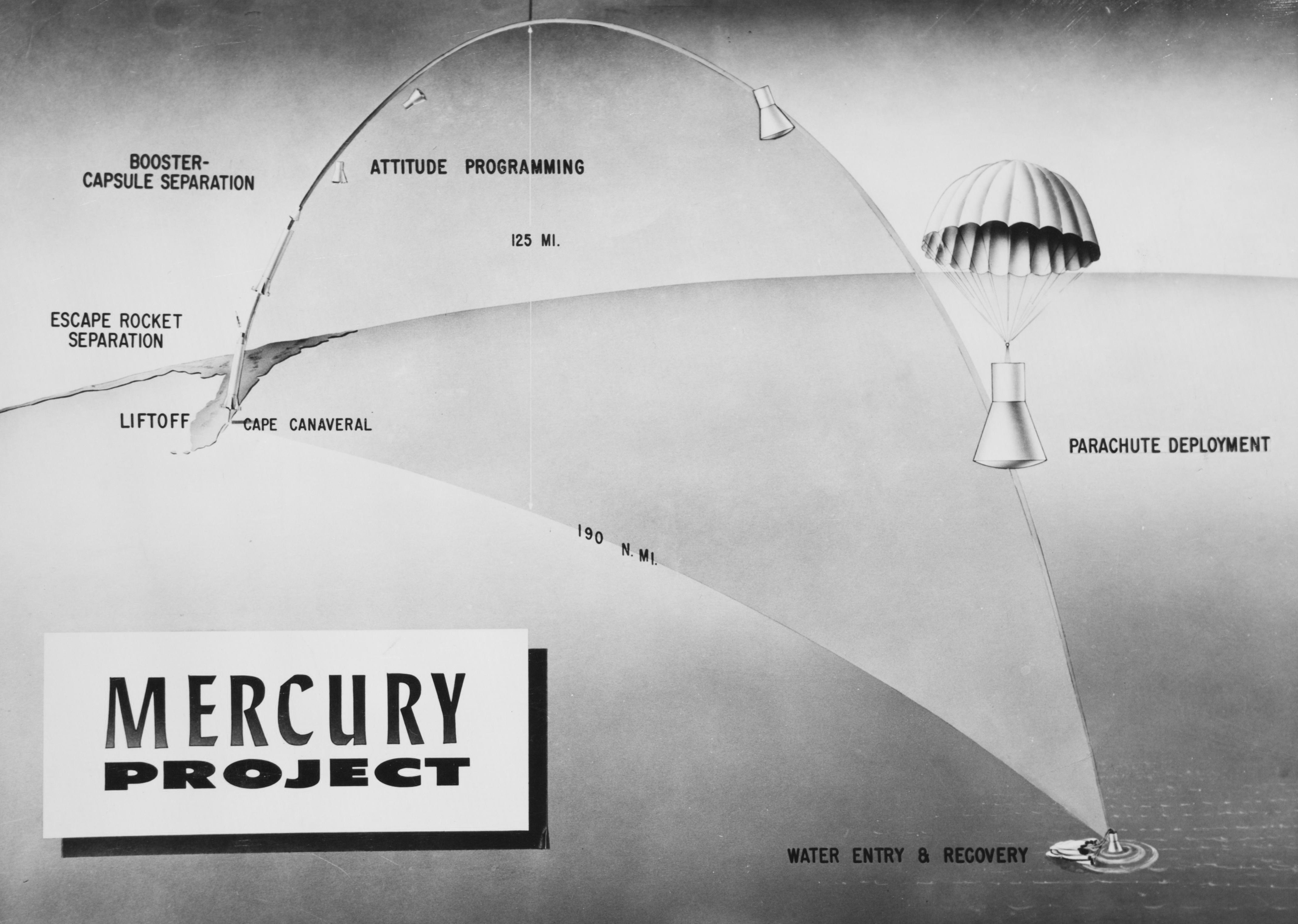
Диаграмма полёта